# 邁氏德州麗魚
邁氏德州麗魚，為輻鰭魚綱鱸形目隆頭魚亞目慈鯛科的其中一種，被IUCN列為易危保育類動物，分布於中美洲墨西哥Cuatro Cienegas流域，體長可達17.5公分，棲息在中底層水域，屬雜食性，可作為觀賞魚。